# Anatoli Piskouline
Anatoli Alekseïevitch Piskouline (russe : Анатолий Алексеевич Пискулин), né le 1er décembre 1952, est un athlète russe, spécialiste du triple saut.

## Biographie
Il remporte sous les couleurs de l'Union soviétique les Universiades d'été de 1977 et termine cette même année deuxième de la Coupe du monde des nations, à Dusseldorf. En 1978, Anatoli Piskouline, s'assure le titre des Championnats d'Europe en salle de Milan avec la marque de 16,82 m, devant le Britannique Keith Connor et l'autre Soviétique Oleksandr Iakovliev. Il se classe par ailleurs troisième des Championnats d'Europe en plein air de Prague, derrière Miloš Srejović et Viktor Saneïev.
Il devient champion d'URSS du triple saut en 1977.

### Palmarès
| Date | Compétition                    | Lieu       | Résultat | Performance |
| ---- | ------------------------------ | ---------- | -------- | ----------- |
| 1975 | Universiade                    | Rome       | 2e       |             |
| 1977 | Universiade                    | Sofia      | 1er      |             |
| 1977 | Coupe du monde des nations     | Dusseldorf | 2e       | 16,61 m     |
| 1978 | Championnats d'Europe en salle | Milan      | 1er      | 16,82 m     |
| 1978 | Championnats d'Europe          | Prague     | 3e       | 16,87 m     |
| 1979 | Championnats d'Europe en salle | Vienne     | 2e       | 16,97 m     |

### Records
| Épreuve     | Épreuve   | Performance | Lieu    | Date            |
| ----------- | --------- | ----------- | ------- | --------------- |
| Triple saut | Plein air | 17,07 m     | Vilnius | 24 juin 1978    |
| Triple saut | Salle     | 17,00 m     | Minsk   | 12 février 1979 |